# Хао Дзинфан
Хао Дзинфан (на китайски: 郝景芳; на пинин: Hăo Jǐngfāng) е китайска научна работничка и писателка на произведения в жанра научна фантастика. Печели престижната награда „Хюго“ за най-добра новела за 2016 г. за новелата си „Folding Beijing“ (Сгъваемият Пекин).

## Биография и творчество
Хао Дзинфан е родена на 27 юли 1984 г. в Тиендзин, Китай. След завършване на гимназията следва в департамента по физика на университета Цинхуа в Пекин, който завършва с бакалавърска степен.
След дипломирането си работи в университета в областта на физиката. Забелязвайки икономическото неравенство в Китай, тя следва икономика в университета Цингхуа и получава докторска степен през 2013 г. Оттогава работи като научен работник в Китайската фондация за научни изследвания. Управлява социалното предприятие „Weplan“ в областта на детското образование, целящ да донесе висококачествено общо образование на китайските деца, като осигурява либерално образование за всички деца и специални безплатни образователни програми за бедни деца в планински райони в Китай.
През 2002 г. като ученичка в гимназията печели първа награда за „Нова концепция“ на 4-то национално състезание по писане. През 2007 г. е издаден първият ѝ разказ „祖母家的夏天“ (Лятото на бабината къща), който е удостоен с китайската награда за фантастика „Галактика“. Разказите ѝ са публикувани в различни списания, включително „Mengya“, „Science Fiction World“ и „ZUI Found“.
Първият ѝ роман „Vagabonds“ е издаден през 2011 г. В далечното бъдеще, през 2201 г., марсианските колонии почти век са прекъснали връзките си със Земята, и се развиват отделно, гледайки се взаимно с подозрение. Група марсиански студенти са изпратени на Земята като посланици на добра воля, и при завръщането си след пет години с тях идва делегация от видни земляни, за да преодолеят враждата между двата свята. Но преговорите са прекъснати и завърналата се Луоинг е обвинена в измяна. Тя трябва да открие истината сред мрежа от лъжи на двете страни, да начертае пътя между историята и бъдещето или да рискува унищожителен конфликт. Историята алегоризира бездната на времето между детството и зрялата възраст.
През 2015 г. е издадена новелата ѝ „Folding Beijing“ (Сгъваемият Пекин). В бъдещето Пекин е станал огромен град, който се развива на различни нива. В него само елитът моге да си позволи жизнена среда без замърсяване, задръствания и пренаселеност. Ограничените ресурси разделят героите и обществата им и са критика към социалното разслояване. Новелата е удостоена с наградата „Хюго“ за най-добра новела. Писателката става първата китайка, която печели наградата.
През 2017 г. получава Наградата на медиите за китайска литература в раздела най-обещаващ писател за сборника си „人之彼岸“ (Другата страна на човека), а през 2018 г. получава новоучредената награда „Лианг Юшенг“ в раздела за популярна научна фантастика за сборника „孤独深处“ (Дълбочината на самотата).
Хао Дзинфан е омъжена и има дъщеря. Живее със семейството си в Пекин.

## Произведения

### Самостоятелни романи
- 流浪苍穹 (2011) – издаден и като „Vagabonds“ в превод на Кен Лиу
- 回到 卡 戎 (2012)
- 生於 1984 (2017)

### Новели
- 北京折叠 (2015) – издаден и като „Folding Beijing“ в превод на Кен Лиу, награда „Хюго“

### Разкази
- 祖母家的夏天 (2007)
- 谷神的飞翔 (2007)
- 看不见的星球 (2010)
- 弦歌 (2011)
- 去远方 (2011)
- 生死域 (2013)
- 拖延症患者 (2013)
- 孤单病房 (2013)
- 阿房宫 (2013)
- 最后一个勇敢的人 (2013)
- 北京折叠 (2014)
- 宇宙剧场 (2016)
- 深山疗养院 (2016)
- 繁华中央 (2016)
- 回家专列 (2017)
- 人之岛 (2017)
- 你在哪里 (2017)
- 永生医院 (2017)
- 乾坤和亚力 (2017)
- 战车中的人 (2017)
- 爱的问题 (2017)

### Сборници
- 孤独深处 (2016)
- 人之彼岸 (2017)

### Документалистика
- 时光 里 的 欧洲 (2012) – сборник с културни есета